# Abadía de Westminster
La abadía de Westminster (en inglés: Westminster Abbey), formalmente colegiata de San Pedro en Westminster (en inglés: Collegiate Church of Saint Peter at Westminster), es una gran iglesia abacial de estilo predominantemente gótico situada en la Ciudad de Westminster de Londres (Reino Unido), justo al oeste del Palacio de Westminster. Es uno de los edificios religiosos más significativos del Reino Unido y el lugar de sepultura de numerosos monarcas ingleses y, posteriormente, británicos. Desde la coronación de Guillermo el Conquistador en 1066, las coronaciones de todos los monarcas ingleses y británicos se han realizado en la abadía de Westminster. Desde 1100, se han celebrado dieciséis bodas reales en la abadía.
Según la tradición transmitida por el monje Sulcard en torno al 1080, se fundó una iglesia en su ubicación (entonces conocida como Thorney Island) en el siglo vii, en la época de Melito, el primer obispo de Londres. La construcción de la iglesia actual empezó en 1245 bajo las órdenes de Enrique III.
Originalmente, la iglesia formaba parte de una abadía católica benedictina, que fue disuelta en 1539. A continuación, sirvió como catedral de la diócesis de Westminster hasta 1550, y posteriormente fue una segunda catedral de la diócesis de Londres hasta 1556. La abadía fue devuelta a los benedictinos por María I en 1556, y en 1559 Isabel I la convirtió en una royal peculiar (una iglesia responsable directamente ante el monarca).
La abadía es el lugar de sepultura de más de tres mil trescientas personas, en su mayoría de prominencia en la historia británica, entre los que se encuentran al menos dieciséis monarcas, ocho primeros ministros, poetas laureados, actores, científicos, líderes militares y la tumba del soldado desconocido.

## Historia
Una tradición tardía afirma que Aldrich, un joven pescador del río Támesis, tuvo una visión de san Pedro cerca de la ubicación de la actual abadía. Se ha afirmado que esto pudo ser el origen del salmón que los pescadores del Támesis ofrecían a la abadía en años posteriores, una costumbre que todavía es observada cada año por el Gremio de Pescaderos. Los orígenes documentados de la abadía se remontan a la década de 960 o principios de la década de 970, cuando san Dunstán y el rey Edgar el Pacífico instalaron una comunidad de monjes benedictinos en el lugar.

### 1042: Eduardo el Confesor empieza la reconstrucción de la abadía de San Pedro

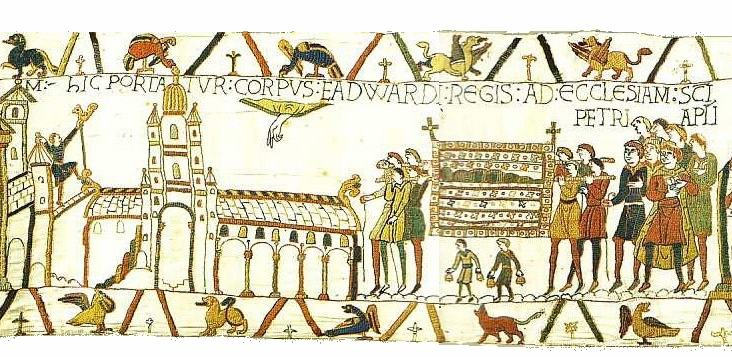
La abadía de San Pedro en la época del funeral de Eduardo, como muestra el tapiz de Bayeux.

Entre 1042 y 1052, Eduardo el Confesor empezó la reconstrucción de la abadía de San Pedro para que le proporcionara un lugar de sepultura apropiado. Fue la primera iglesia inglesa construida en estilo románico. El edificio se completó en torno al 1060 y fue consagrado el 28 de diciembre de 1065, solo una semana antes de la muerte de Eduardo, producida el 5 de enero de 1066. Una semana más tarde fue enterrado en la iglesia; nueve años después, su esposa Edith fue enterrada junto a él. Su sucesor, Haroldo II, probablemente fue coronado aquí, aunque la primera coronación documentada es la de Guillermo el Conquistador.
La única representación existente de la abadía de Eduardo, junto con el adyacente Palacio de Westminster, está en el tapiz de Bayeux. Algunas de las partes inferiores de la residencia de los monjes y una ampliación del transepto sur se conservan en la cripta normanda de la Westminster School, incluida una puerta que se cree que procede de la abadía sajona previa. El aumento de las dotaciones sirvió para apoyar una comunidad que pasó de una docena de monjes en la época de Dunstán a más de ochenta monjes.

### Construcción de la iglesia actual

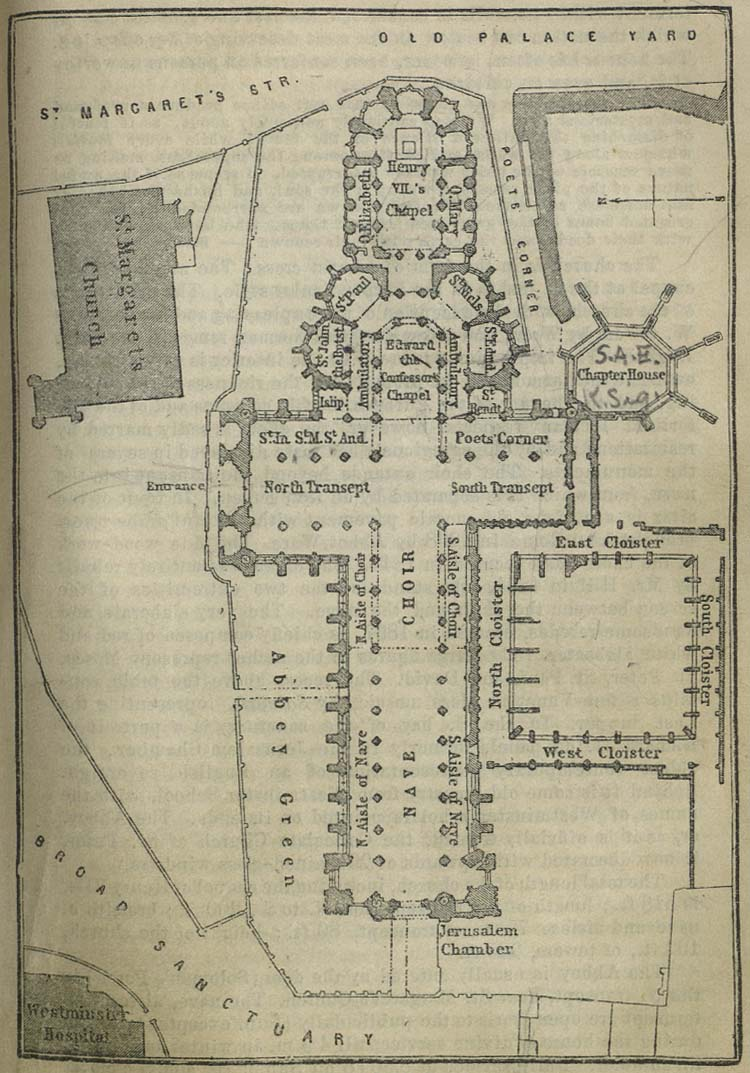
Plano datado en 1894.

Liberados de la carga del liderazgo espiritual, que pasó a la orden de Cluny reformada a partir de mediados del siglo x, y encargados de la administración de grandes propiedades, algunas de las cuales se encontraban lejos de Westminster, los benedictinos alcanzaron un alto grado de identificación con la vida secular de su época, y particularmente con la vida de la clase alta, hasta el punto de que su representación de la vida diaria proporciona una visión más amplia de las preocupaciones de la burguesía inglesa en la Alta y la Baja Edad Media.
El abad y los monjes, al encontrarse junto al Palacio de Westminster (sede del Gobierno desde finales del siglo xiii), se convirtieron en una fuerza poderosa en los siglos posteriores a la conquista normanda, hasta el punto de que el abad de Westminster llegaría a ocupar un lugar en la Cámara de los Lores. La proximidad al palacio, sin embargo, no sirvió para proporcionarles conexiones con la realeza; en cuanto a origen social, los benedictinos de Westminster eran tan modestos como la mayoría de la orden. El abad siguió ostentando el señorío de Westminster mientras crecía a su alrededor una ciudad de dos o tres mil habitantes: como consumidor y empleador a gran escala, el monasterio ayudó a impulsar la economía de la ciudad, y las relaciones con ella eran inusualmente cordiales, pero durante la Edad Media no se emitió ningún estatuto de voto.
La abadía de Westminster se convirtió en el lugar de coronación de los reyes normandos, pero ninguno de ellos fue enterrado allí hasta que Enrique III la reconstruyó en estilo gótico anglofrancés como un templo para venerar al rey Eduardo el Confesor y como un escenario real apropiado para su propia tumba, bajo la nave gótica más alta de Inglaterra. El santuario de Eduardo el Confesor desempeñaría posteriormente un papel significativo en su canonización.
Las obras empezaron en 1245. La primera fase de las obras incluyó todo el extremo este, los transeptos y la crujía más oriental de la nave. La capilla de la Virgen, que había sido construida a partir de 1220 en el extremo este, fue incorporada en el ábside del nuevo edificio, pero posteriormente fue sustituida. Estas obras debían estar prácticamente completadas en 1258–1260, cuando empezó la segunda fase. Esta fase prolongó la nave en cinco crujías adicionales, llevándola una crujía más allá del coro ritual. Aquí, la construcción se detuvo en torno a 1269. Se celebró una ceremonia de consagración el 13 de octubre de ese mismo año, pero, debido a la muerte de Enrique, la construcción no se retomó. Así, la antigua nave románica permaneció unida al nuevo edificio durante más de un siglo, hasta que fue demolida y reconstruida a partir de 1376, siguiendo estrechamente el diseño original, pese a que por aquel entonces estaba desfasado. Las obras fueron finalizadas prácticamente por el arquitecto Henry Yevele durante el reinado de Ricardo II. Enrique III también encargó el singular pavimento cosmatesco que está delante del altar mayor; este pavimento fue consagrado de nuevo por el deán el 21 de mayo de 2010 después de ser sometido a un importante programa de limpieza y conservación.
En 1503, Enrique VII añadió una capilla de estilo gótico perpendicular dedicada a la Virgen María, conocida como la «capilla de Enrique VII» o «capilla de la Virgen». Gran parte de la piedra usada procedía de la ciudad francesa de Caen (piedra de Caen), de la isla de Pórtland (piedra de Pórtland) y de la región francesa del Valle del Loira (tuffeau). La capilla fue completada en torno a 1519.

### SiglosXVIyXVII: disolución y restauración
En 1535, durante la evaluación sobre la disolución de los monasterios, los ingresos anuales de la abadía ascendían a 3000 libras esterlinas (equivalentes a 1 950 000 libras de 2021).

#### 1540–1550: diez años como catedral
Enrique VIII asumió el control directo de la abadía en 1539 y le concedió el estatus de catedral por carta en 1540, emitiendo simultáneamente patentes reales para fundar la diócesis de Westminster. Al conceder a la abadía el estatus de catedral, Enrique VIII consiguió una excusa para salvarla de la destrucción o disolución que impuso a la mayoría de las abadías inglesas. El abad, William Benson, se convirtió así en deán de la catedral, mientras que el prior y cinco de los monjes pasaron a estar entre los doce canónigos.

#### Después de 1550: tiempos turbulentos
La diócesis de Westminster fue disuelta en 1550, pero en 1552 la abadía fue reconocida (con efectos retroactivos desde 1550) como segunda catedral de la diócesis de Londres, situación que perduró hasta 1556. La ya antigua expresión inglesa to rob Peter to pay Paul («robar a Pedro para pagar a Pablo») pudo recibir un nuevo sentido cuando el dinero destinado a la abadía, que está dedicada a san Pedro, era desviado al tesoro de la catedral de San Pablo.

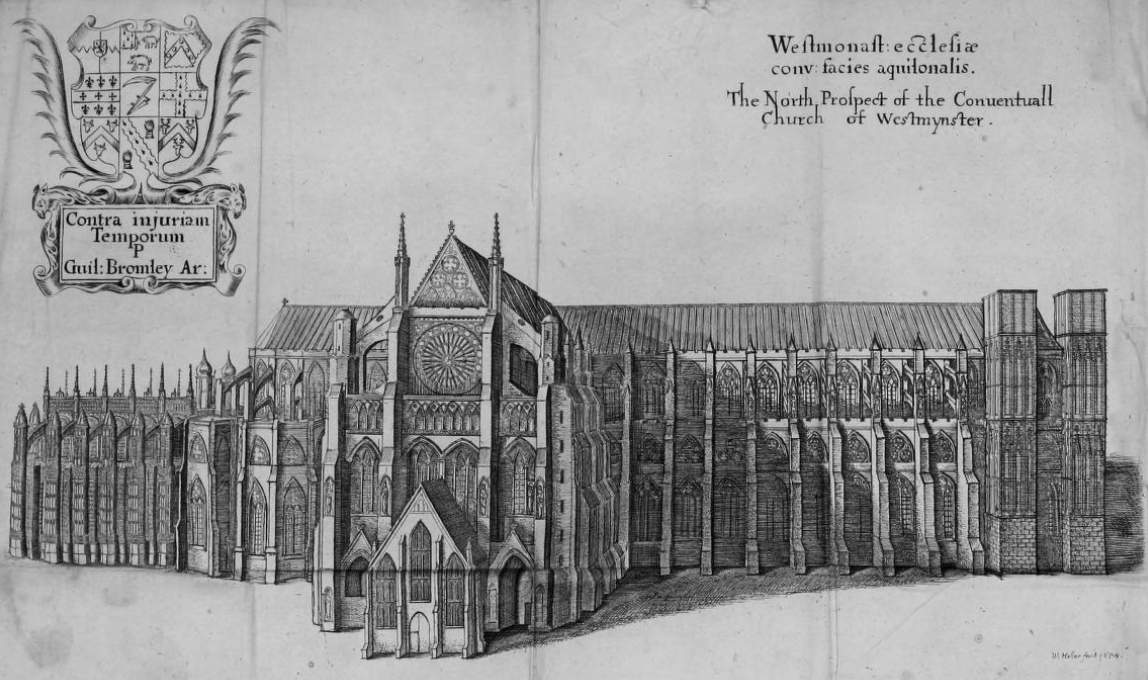
La abadía en torno a 1711, antes de que se construyeran las torres occidentales.

La abadía fue devuelta a los benedictinos por la reina católica María I, pero fueron expulsados de nuevo por Isabel I en 1559. En 1560, Isabel I refundó la abadía de Westminster como una royal peculiar —una iglesia de la Iglesia de Inglaterra responsable directamente ante el soberano, en lugar de ante un obispo diocesano— y la convirtió en una colegiata (esto es, una iglesia con un capítulo de canónigos, encabezados por un deán, pero que no tiene la condición de catedral).
A principios del siglo xvii, la abadía albergó a dos de las seis compañías de eclesiásticos que tradujeron la Versión del rey Jacobo de la Biblia, liderados por Lancelot Andrewes, deán de Westminster.
Sufrió daños durante la turbulenta década de 1640, cuando fue atacada por los iconoclastas puritanos, pero de nuevo fue protegida por sus estrechos vínculos con el Estado durante la época de la Mancomunidad. En ella se celebró un elaborado funeral en honor a Oliver Cromwell en 1658, solo para ser exhumado en enero de 1661 y colgado póstumamente de una horca en Tyburn.

### 1722–1745: construcción de las torres occidentales

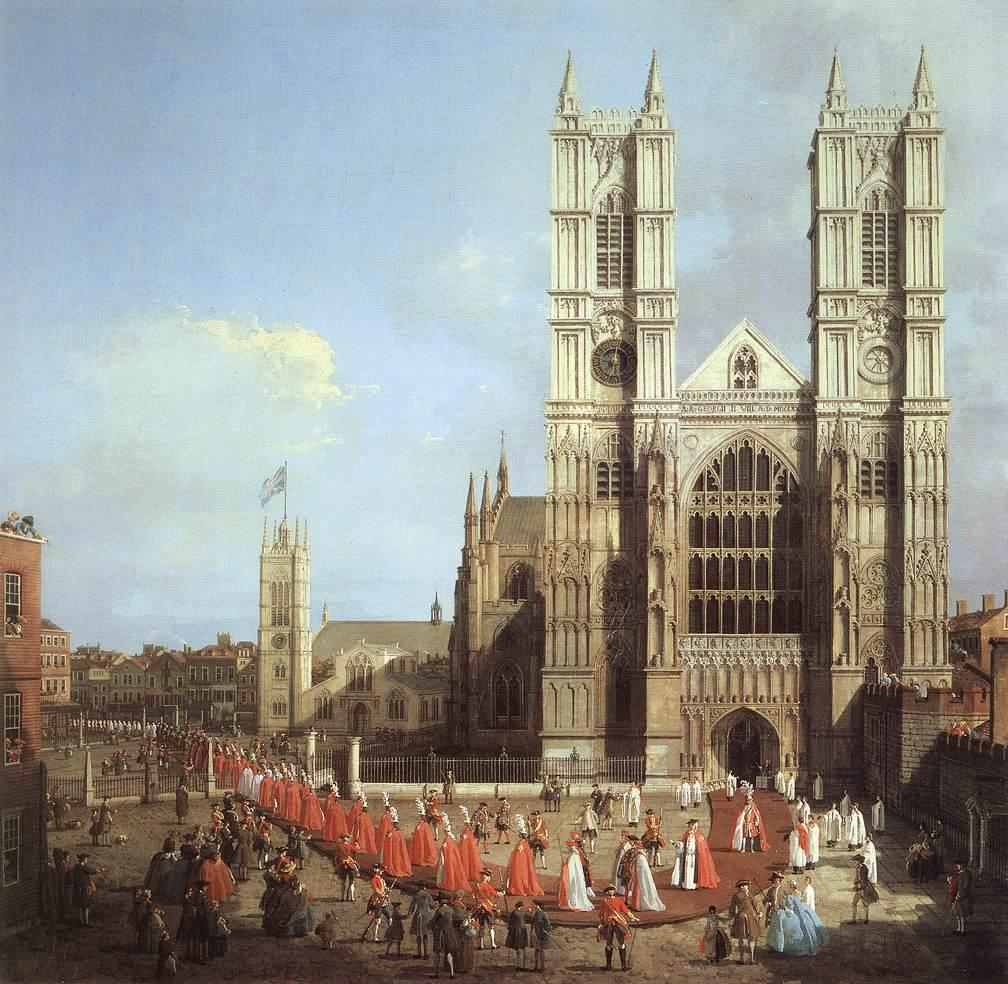
Un cuadro de 1749 de la abadía de Westminster de Canaletto, pintado poco después de la finalización de las torres occidentales.

Las dos torres occidentales de la abadía fueron construidas entre 1722 y 1745 por Nicholas Hawksmoor en piedra de Pórtland, constituyendo uno de los primeros ejemplos del estilo neogótico. Se usó mármol de Purbeck para las paredes y los suelos, aunque las lápidas están hechas de diferentes tipos de mármol. Las representaciones de la abadía antes de la construcción de las torres son escasas, aunque su sitio web oficial afirma que tenía «torres que habían sido dejadas sin acabar en la época medieval».
En 1750, después de un terremoto, la parte superior de uno de los pilares del lado norte se cayó, junto con el hierro y plomo que lo sujetaba. Esto causó el derrumbe de varias casas y muchas chimeneas sufrieron daños. Se había sentido otro seísmo durante el mes anterior.
El 11 de noviembre de 1760, se celebró en la abadía el funeral de Jorge II y el rey fue enterrado junto a su difunta esposa, Carolina de Ansbach. Dejó instrucciones ordenando que se retiraran los laterales de su ataúd y del de su esposa, de manera que sus restos se mezclaran.
En el siglo xix se produjeron más reconstrucciones y restauraciones bajo la dirección de Sir George Gilbert Scott. A mediados del siglo xx Sir Edwin Lutyens diseñó un nártex (un pórtico o zona de entrada) para la fachada occidental, pero nunca fue construido.

### Atentado con bomba de lassuffragettesen 1914

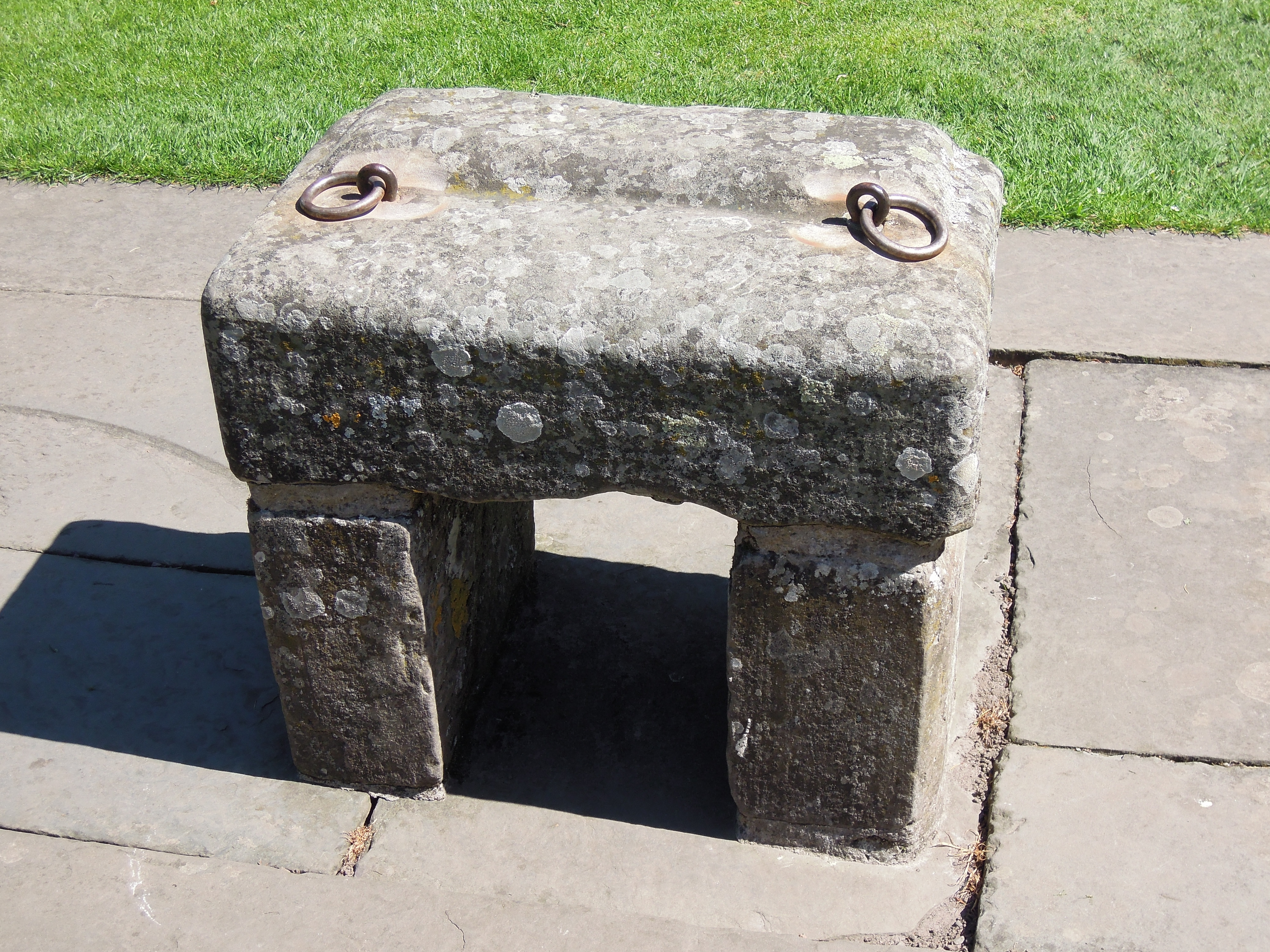
Réplica de la Piedra de Scone en el Palacio de Scone. En 1914, la piedra original fue partida por la mitad por un atentado con bomba de las suffragettes.

El 11 de junio de 1914, una bomba colocada por suffragettes de la Unión Social y Política de las Mujeres explotó dentro de la abadía. La abadía estaba repleta de visitantes, y en el momento de la explosión había unas ochenta o cien personas en el edificio. Algunos estaban a tan solo 20 metros de la bomba y la explosión provocó un pánico hacia las salidas, pero no se registraron heridos graves. La bomba había sido rodeada con tuercas y tornillos para que actuaran como metralla.
Este atentado formaba parte de una campaña de atentados con bomba e incendios provocados llevada a cabo por las suffragettes a nivel nacional entre 1912 y 1914. Las iglesias eran un objetivo particular, dado que se creía que la Iglesia de Inglaterra era cómplice de reforzar la oposición al sufragio femenino: treinta y dos iglesias fueron atacadas por todo el país entre 1913 y 1914.
Casualmente, en el momento en el que se produjo la explosión, la Cámara de los Comunes, situada a unos 100 metros de distancia, estaba debatiendo sobre cómo afrontar las estrategias violentas de las suffragettes. Muchos oyeron la explosión en la Cámara de los Comunes y corrieron hacia la escena. Dos días después del atentado de la abadía de Westminster, se descubrió una segunda bomba colocada por las suffragettes en la catedral de San Pablo antes de que explotara. La bomba voló una esquina de la Silla de la Coronación. También partió por la mitad la Piedra de Scone, aunque esto no se descubrió hasta 1950, cuando cuatro nacionalistas escoceses irrumpieron en la iglesia para robar la piedra y devolverla a Escocia.

### Segunda Guerra Mundial
La abadía de Westminster sufrió daños menores durante el Blitz el 15 de noviembre de 1940. Posteriormente, el 10-11 de mayo de 1941, la azotea de la abadía fue alcanzada por bombas incendiarias. Todas las bombas fueron extinguidas por vigilantes de Air Raid Precautions excepto una, que prendió fuera de alcance entre las vigas de madera y la bóveda de yeso de la linterna, sobre el transepto norte. Las llamas se extendieron rápidamente y empezaron a caer vigas ardiendo y plomo fundido sobre los asientos, bancos y otros muebles eclesiásticos a 40 metros por debajo. A pesar de la caída de escombros, el personal de la abadía arrastró todo el mobiliario que les fue posible antes de retirarse. Finalmente, el techo de la linterna se hundió sobre el crucero, evitando así que las llamas se extendieran más allá.

### Posguerra

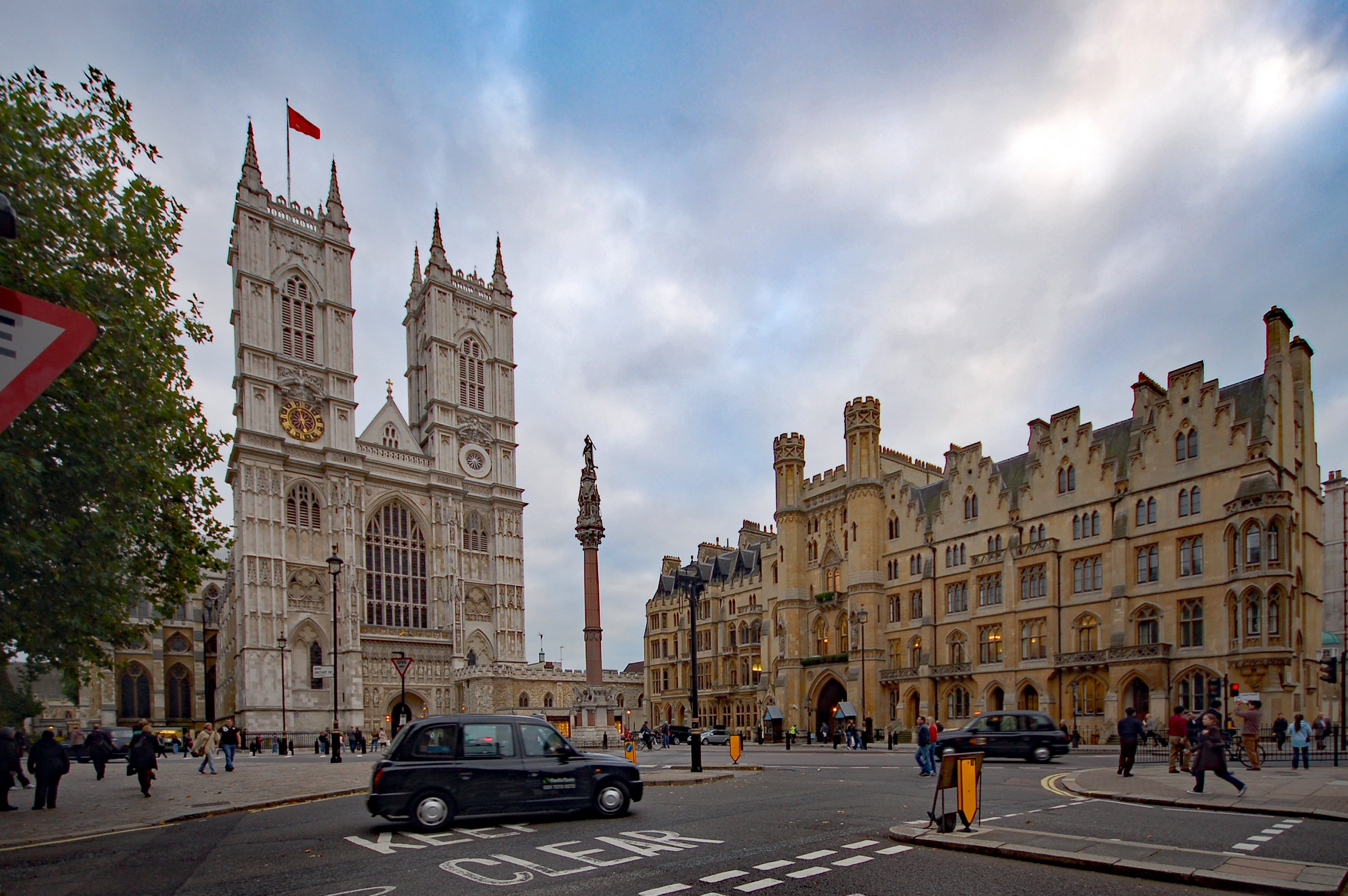
El exterior de la iglesia en 2010.

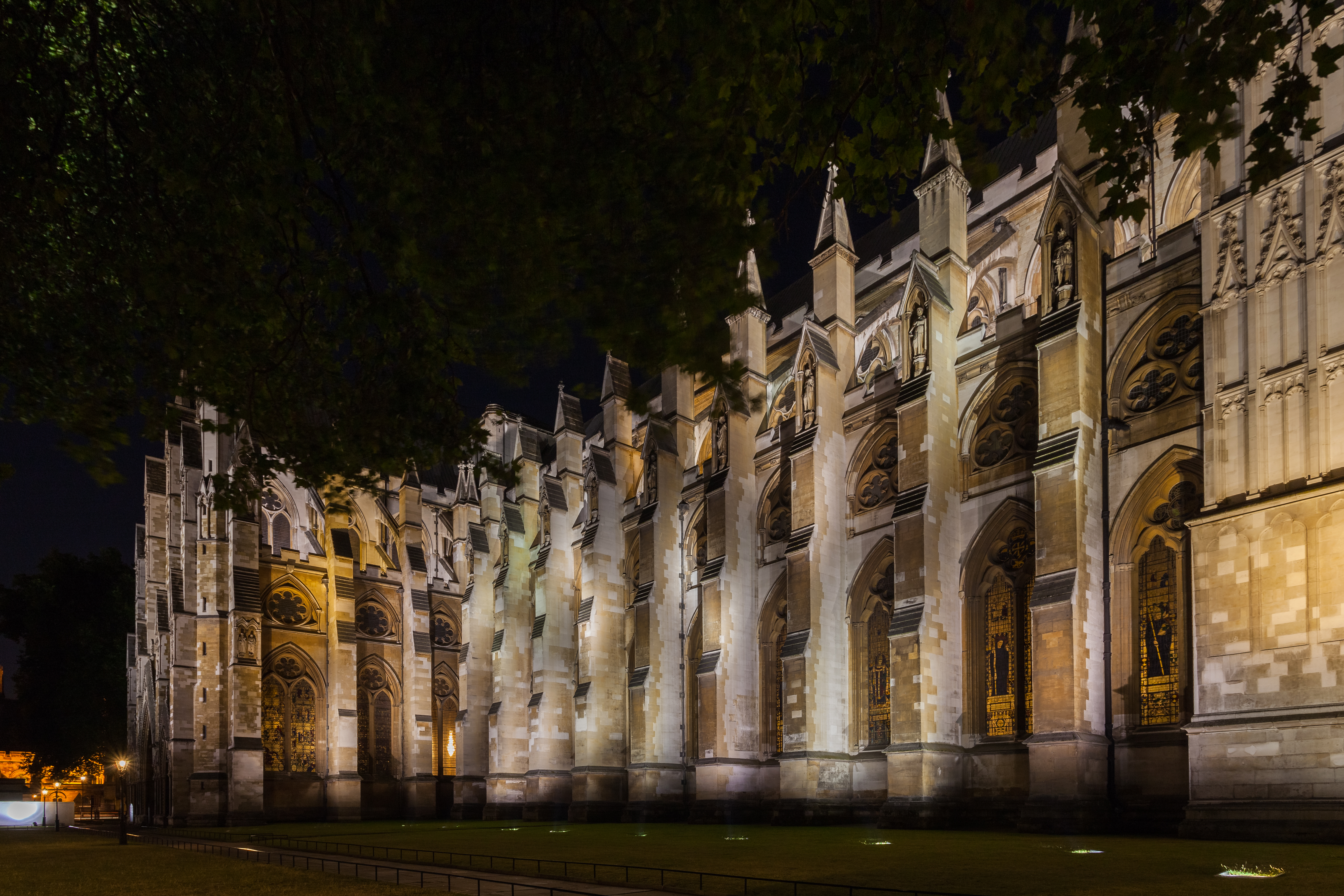
La fachada iluminada por la noche.

El comité conjunto responsable de crear la Nueva Biblia Inglesa se reunía dos veces al año en la abadía de Westminster durante las décadas de 1950 y 1960. En la década de 1990, se añadieron dos iconos del pintor ruso Sergei Fyodorov. En 1997, la abadía, que entonces recibía aproximadamente 1.75 millones de visitantes al año, empezó a cobrar tarifas de entrada a los visitantes. El 6 de septiembre de 1997, se celebró el funeral de Diana de Gales.
En junio de 2009 se propusieron las primeras obras importantes en doscientos cincuenta años. Se sugirió que se construyera una corona alrededor de la linterna sobre el crucero, para sustituir a una estructura piramidal que databa de la década de 1950. Esto formaba parte de una remodelación más amplia de la abadía completada en 2013, con un presupuesto de 23 millones de libras.
El 4 de agosto de 2010, el deán y capítulo de Westminster anunciaron que, «después de una cantidad considerable de trabajos preliminares y exploratorios», los esfuerzos para la construcción de una corona no continuarían. En 2012, el estudio de arquitectos Panter Hudspith completó la restauración de la tienda de alimentación del siglo xiv usada originalmente por los monjes de la abadía, transformándola en un restaurante con muebles de roble inglés de los fabricantes de muebles Luke Hughes and Company.
El 17 de septiembre de 2010, el papa Benedicto XVI se convirtió en el primer papa que pisó la abadía, y el 29 de abril de 2011, se celebró la boda del príncipe Guillermo y Catherine Middleton.
Las Galerías del Jubileo de Diamante de la Reina fueron instaladas en el triforio medieval. Esta es una zona donde se exponen los tesoros de la abadía en las galerías que rodean la nave por arriba. También se instaló una nueva torre de acceso de estilo neogótico con ascensor, diseñada por el arquitecto de la abadía, Ptolemy Dean. Las nuevas galerías fueron inauguradas en junio de 2018.
El 10 de marzo de 2021, abrió un centro de vacunación en Poets' Corner para administrar dosis de las vacunas contra la COVID-19.
El 19 de septiembre de 2022, se celebró en la abadía el funeral de Estado de Isabel II.

## Coronaciones

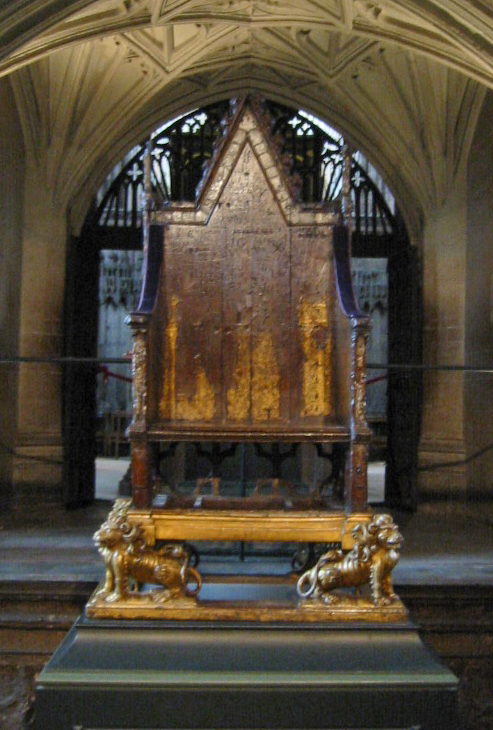
La Silla de la Coronación, que fue dañada en 1914 por un atentado con bomba de las suffragettes.

Desde la coronación en 1066 de Guillermo el Conquistador, todos los monarcas ingleses y británicos (excepto Eduardo V y Eduardo VIII, que nunca fueron coronados) han sido coronados en la abadía de Westminster. En 1216, Enrique III no pudo ser coronado en Londres cuando accedió al trono, porque el príncipe Luis de Francia había tomado el control de la ciudad, y por ello fue coronado en la iglesia de San Pedro de Gloucester (la actual catedral de Gloucester). Esta coronación fue considerada impropia por el papa Honorio III, y el 17 de mayo de 1220 se celebró una nueva coronación en la abadía de Westminster.
La Silla de san Eduardo (o Silla de la Coronación), el trono en el que se sientan los soberanos en el momento de su coronación, se conserva dentro de la abadía, en la capilla de San Jorge, cerca de la puerta oeste, y se ha usado en todas las coronaciones de monarcas ingleses y británicos desde 1308. Desde 1301 hasta 1996 (excepto por un corto periodo de tiempo en 1950, cuando la piedra fue robada temporalmente por nacionalistas escoceses), la silla también albergaba la Piedra de Scone, sobre la que eran coronados los reyes de Escocia. Aunque actualmente se encuentra en Escocia, en el Castillo de Edimburgo, está previsto que la piedra sea trasladada de vuelta a la abadía de Westminster para su uso en futuras ceremonias de coronación.

## Bodas reales

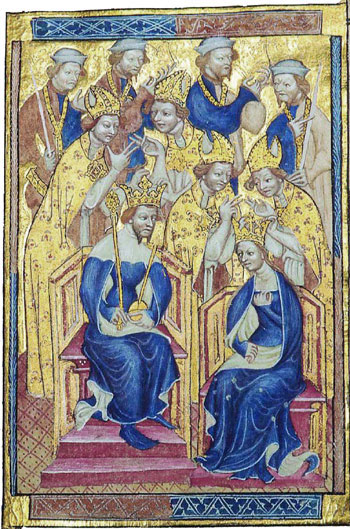
La boda de Ricardo II y Ana de Luxemburgo en 1382.

Entre las bodas reales celebradas en la abadía se encuentran las siguientes:
| Fecha                   | Novio                                     | Novia                     |
| ----------------------- | ----------------------------------------- | ------------------------- |
| 11 de noviembre de 1100 | Enrique I de Inglaterra                   | Matilde de Escocia        |
| 4 de enero de 1243      | Ricardo de Cornualles                     | Sancha de Provenza        |
| 8 o 9 de abril de 1269  | Edmundo de Lancaster                      | Aveline de Forez          |
| 30 de abril de 1290     | Gilbert de Clare, VII conde de Gloucester | Juana de Acre             |
| 8 de julio de 1290      | Juan II de Brabante                       | Margarita de Inglaterra   |
| 20 de enero de 1382     | Ricardo II de Inglaterra                  | Ana de Luxemburgo         |
| 18 de enero de 1486     | Enrique VII de Inglaterra                 | Isabel de York            |
| 27 de febrero de 1919   | Capitán Alexander Ramsay                  | Patricia de Connaught     |
| 28 de febrero de 1922   | Henry Lascelles, VI conde de Harewood     | María del Reino Unido     |
| 26 de abril de 1923     | Jorge VI                                  | Isabel Bowes-Lyon         |
| 29 de noviembre de 1934 | Jorge de Kent                             | Marina de Grecia          |
| 20 de noviembre de 1947 | Felipe de Edimburgo                       | Isabel II                 |
| 6 de mayo de 1960       | Antony Armstrong-Jones                    | Margarita del Reino Unido |
| 24 de abril de 1963     | Angus Ogilvy                              | Alejandra de Kent         |
| 14 de noviembre de 1973 | Capitán Mark Phillips                     | Ana del Reino Unido       |
| 23 de julio de 1986     | Andrés de York                            | Sarah Ferguson            |
| 29 de abril de 2011     | Guillermo de Gales                        | Catherine Middleton       |

## Deán y capítulo
La abadía de Westminster es una colegiata gobernada por el deán y capítulo de Westminster, tal y como establece una carta real de Isabel I fechada el 21 de mayo de 1560, que la creó como la colegiata de San Pedro en Westminster, una royal peculiar bajo la jurisdicción personal del soberano. Los miembros del capítulo son el deán y cuatro canónigos residentes, asistidos por el receptor general y secretario del capítulo. Uno de los canónigos residentes también es el rector de la iglesia de Santa Margarita de Westminster, y a menudo ostenta también el cargo de capellán del presidente de la Cámara de los Comunes. Además del deán y los cuatro canónigos residentes, en la actualidad hay tres canónigos menores a tiempo completo: el precentor, el sacristán y el capellán. Una serie de sacerdotes vicarios asisten a los canónigos menores.

## Limosneros del rey
La abadía sostiene a un conjunto de seis limosneros del rey (o de la reina). Designados por orden real siguiendo la recomendación del deán y del ministro del Interior, asisten a los maitines y las vísperas los domingos y hacen las tareas que se les soliciten, a cambio de lo cual reciben un pequeño estipendio. Cuando están de servicio llevan un característico traje rojo con una insignia de rosa coronada en el hombro izquierdo. Desde finales del siglo xviii hasta finales del siglo xx, los limosneros eran usualmente exmilitares, pero actualmente son en su mayoría empleados jubilados de la abadía. Históricamente, los limosneros del rey eran sirvientes de la Corona jubilados que residían en la Royal Almshouse en Westminster, que había sido fundada por Enrique VII en conexión con la construcción de la nueva capilla de la Virgen, para apoyar a los sacerdotes de su capellanía ofreciendo oración diaria. La Royal Almshouse sobrevivió a la disolución de los monasterios, pero fue demolida para ensanchar una calle en 1779.

## Enterramientos y memoriales

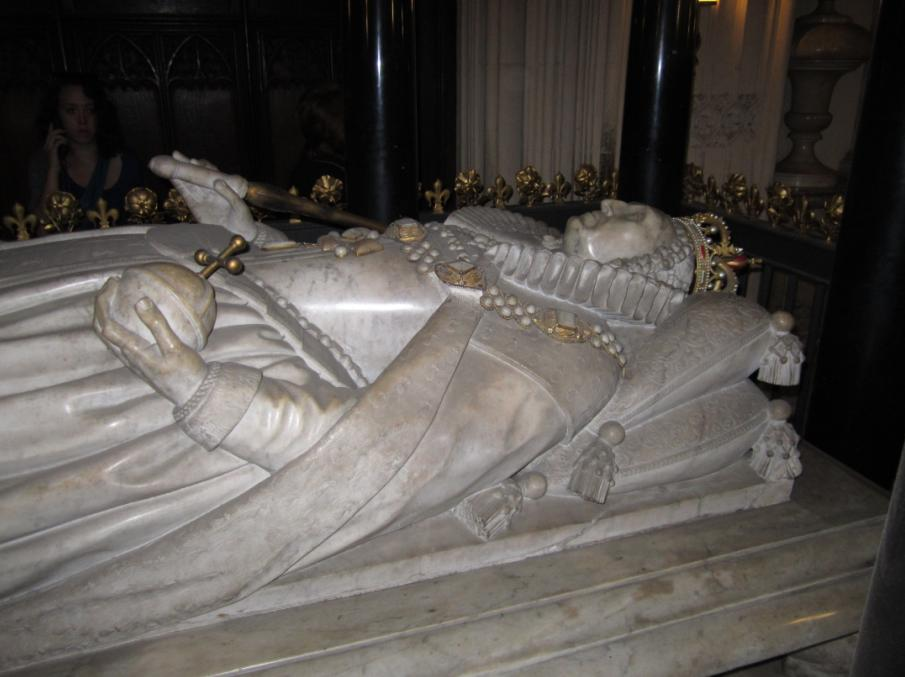
La tumba en efigie de la reina Isabel I en la abadía de Westminster.

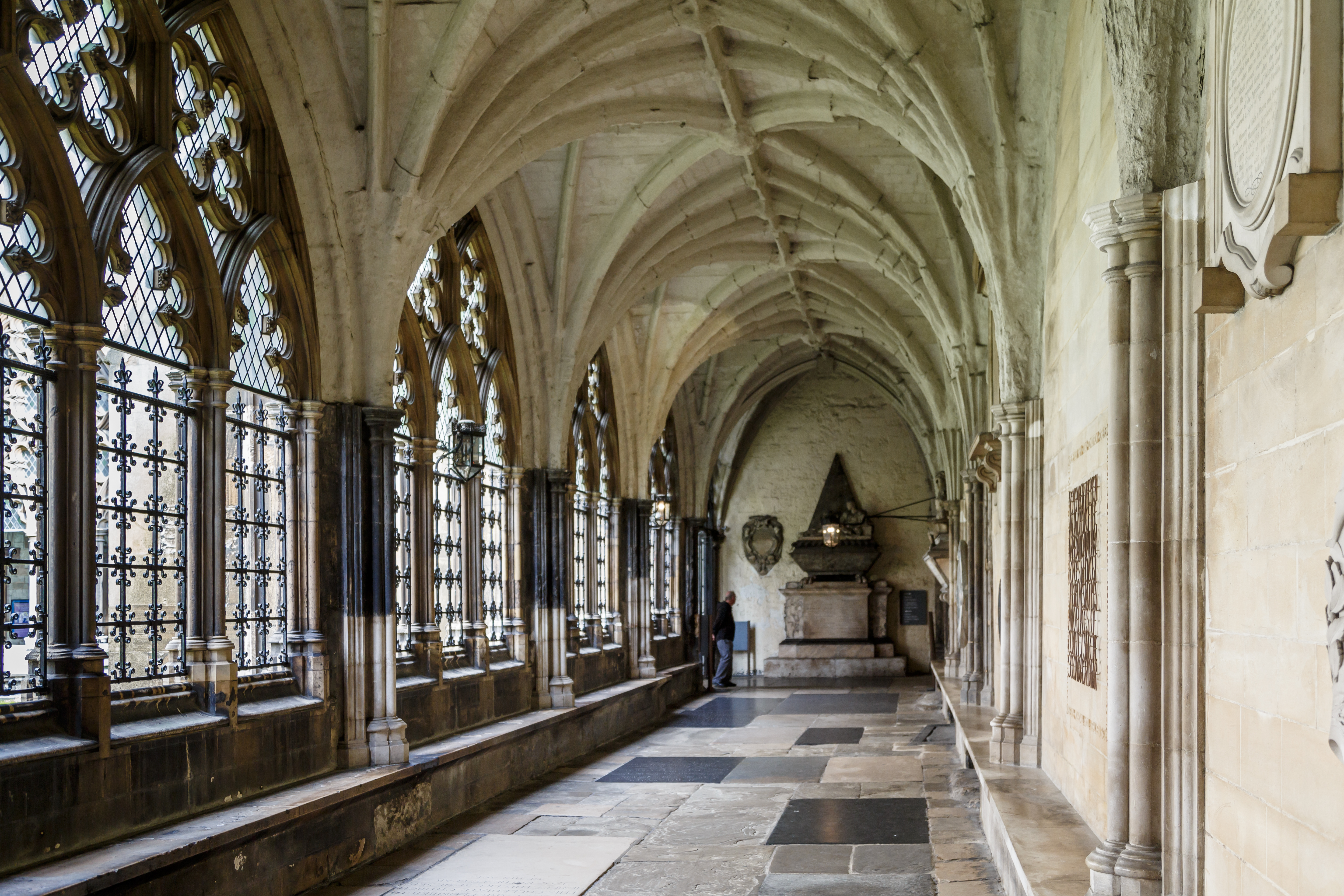
El claustro.

Enrique III reconstruyó la abadía en honor a un santo real, Eduardo el Confesor, cuyas reliquias fueron colocadas en un santuario en el templo. Enrique III fue enterrado cerca, al igual que muchos de los reyes Plantagenet de Inglaterra, sus esposas y otros parientes. Hasta la muerte de Jorge II en 1760, la mayoría de los reyes y reinas eran enterrados en la abadía. Algunas excepciones notables son Enrique VI, Eduardo IV, Enrique VIII y Carlos I, que fueron enterrados en la capilla de San Jorge del Castillo de Windsor; Eduardo II, enterrado en la catedral de Gloucester; Juan I, enterrado en la catedral de Worcester; Enrique IV, enterrado en la catedral de Canterbury; Ricardo III, enterrado actualmente en la catedral de Leicester; y la reina de facto Juana Grey, enterrada en la capilla de San Pedro ad Vincula de la Torre de Londres. Más recientemente, los monarcas han sido enterrados en la capilla de San Jorge o en el cementerio real de Frogmore, al este del Castillo de Windsor.

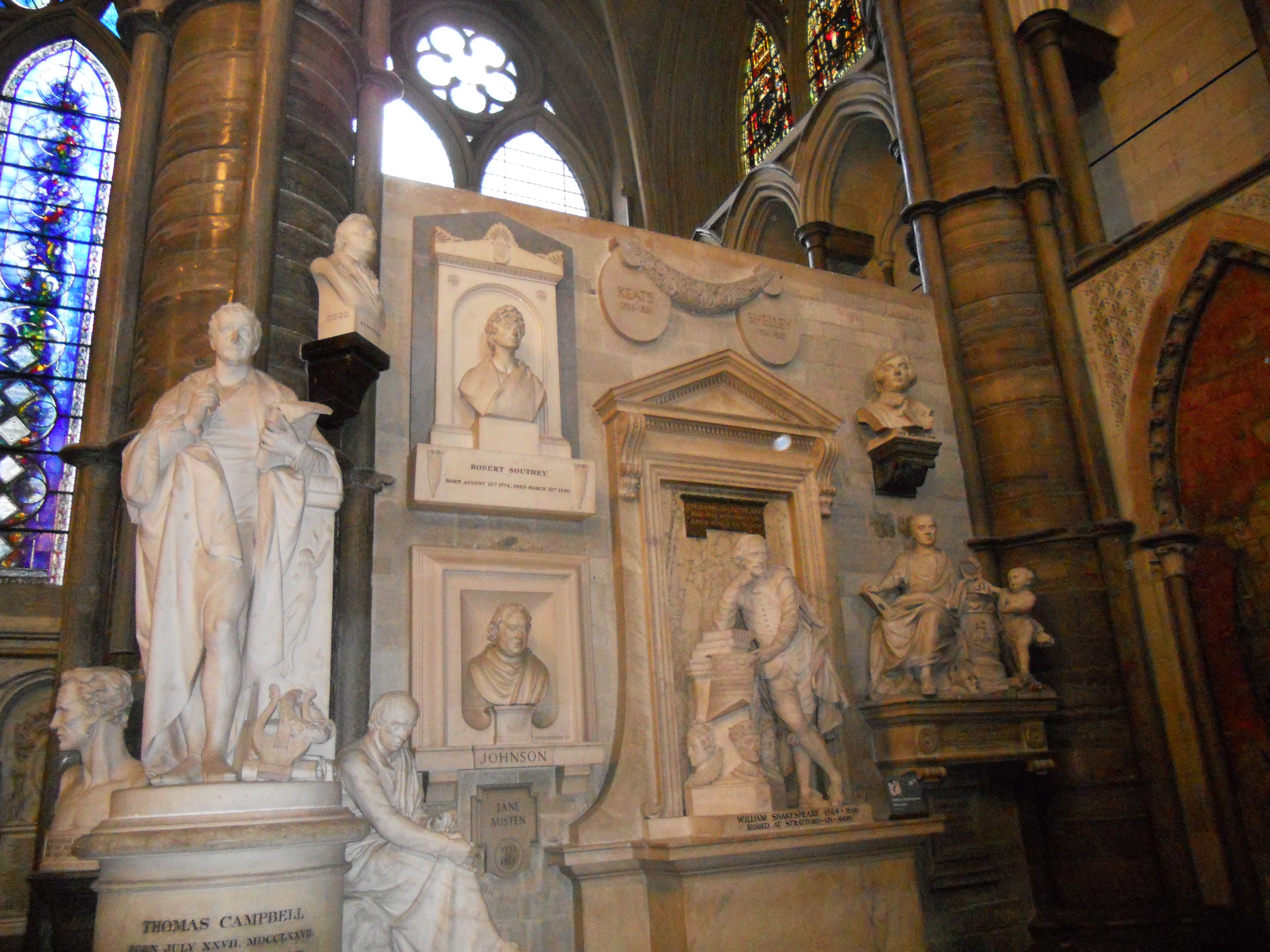
Memoriales en Poets' Corner.

Desde la Edad Media, los aristócratas eran enterrados dentro de capillas, mientras que los monjes y otras personas asociadas con la abadía eran enterrados en los claustros y otras zonas. Uno de ellos fue Geoffrey Chaucer, que trabajó como maestro de obras del rey y tenía apartamentos en la abadía. Otros poetas, escritores y músicos eran enterrados o conmemorados alrededor de Chaucer, en la que sería conocida como Poets' Corner. Los músicos de la abadía, como Henry Purcell, también eran enterrados en su lugar de trabajo.
Posteriormente, ser enterrado o conmemorado en la abadía de Westminster se convirtió en uno de los mayores honores del Reino Unido. La práctica de enterrar personalidades nacionales en la abadía empezó bajo Oliver Cromwell con el entierro del almirante Robert Blake en 1657 (aunque posteriormente fue enterrado fuera de la abadía). La práctica se extendió hasta incluir a generales, almirantes, políticos, médicos y científicos como Isaac Newton (enterrado el 4 de abril de 1727), Charles Darwin (enterrado el 26 de abril de 1882) y Stephen Hawking (cenizas enterradas el 15 de junio de 2018). Otra personalidad enterrada en la abadía es William Wilberforce, que lideró el movimiento para abolir la esclavitud en el Reino Unido y las plantaciones, enterrado el 3 de agosto de 1833 en el transepto norte, cerca de su amigo, el antiguo primer ministro William Pitt el Joven.
A principios del siglo xx se hizo cada vez más común enterrar en la abadía restos incinerados en lugar de ataúdes. En 1905, el actor Sir Henry Irving fue incinerado y sus cenizas fueron enterradas en la abadía de Westminster, convirtiéndose así en la primera persona incinerada antes de ser enterrada en la abadía. En la actualidad, la mayoría de enterramientos son de restos incinerados, pero todavía se realizan algunos entierros tradicionales: por ejemplo, Frances Challen, esposa de Sebastian Charles, canónigo de Westminster, fue enterrada junto con su esposo en el pasillo del coro sur en 2014. Los miembros de la familia Percy tienen un panteón familiar, la cripta Northumberland, en la capilla de San Nicolás de la abadía.

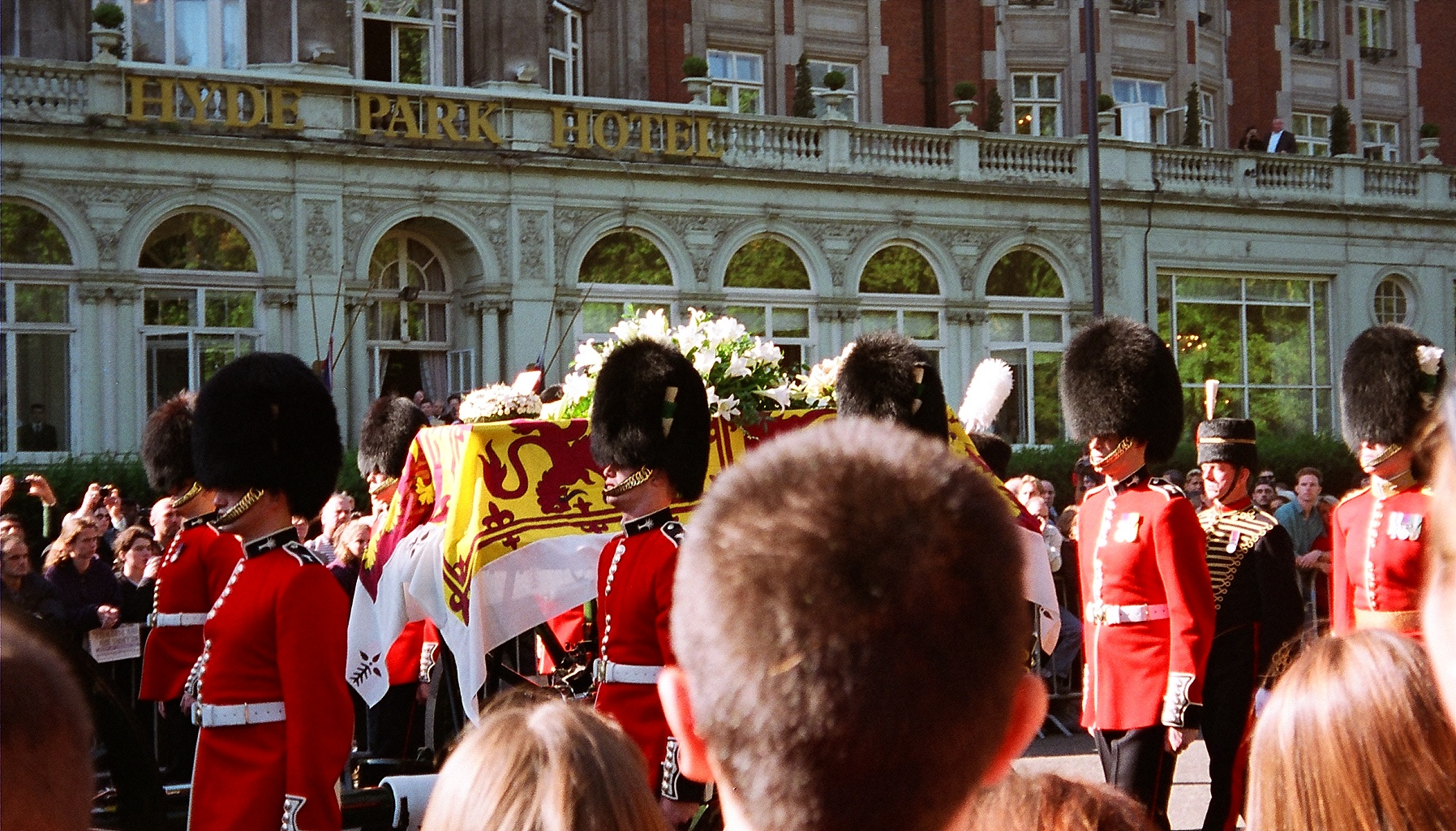
La procesión funeral de Diana de Gales.

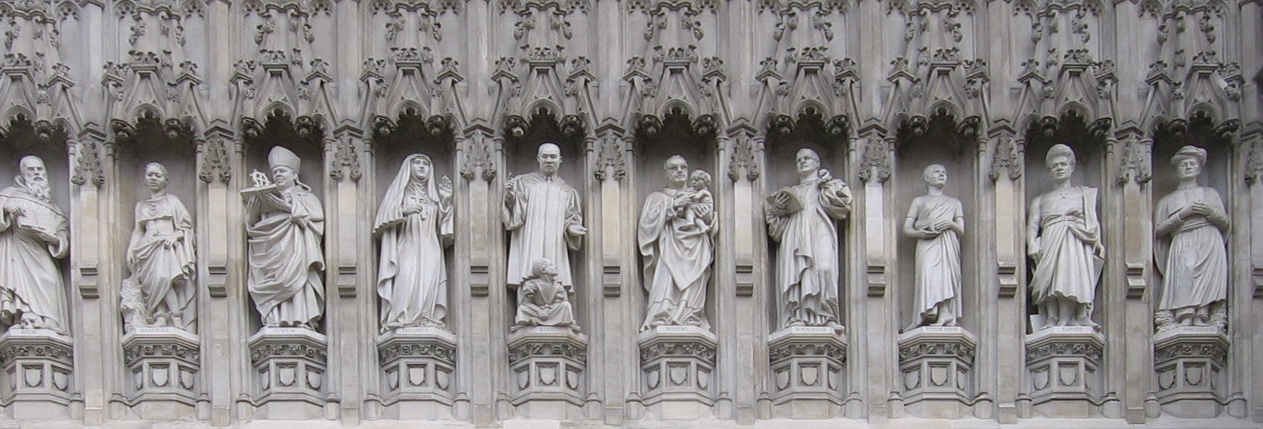
Estatuas de los mártires del siglo xx.

En el suelo, justo pasada la gran puerta oeste, en el centro de la nave, está la tumba del soldado desconocido, un soldado británico sin identificar abatido en un campo de batalla europeo durante la Primera Guerra Mundial y enterrado en la abadía el 11 de noviembre de 1920. Esta es la única tumba de la abadía sobre la que está prohibido caminar.
Al este de la capilla de la Virgen hay una capilla memorial dedicada a los aviadores de la Royal Air Force que perdieron la vida en la Segunda Guerra Mundial. También incluye una ventana memorial dedicada a la Batalla de Inglaterra, que sustituye a una vidriera anterior de estilo Tudor destruida en la guerra.
El 6 de septiembre de 1997 se celebró el funeral de la princesa Diana de Gales. Fue un funeral ceremonial, pero no de Estado, que incluyó pompa real y liturgia funeraria anglicana. El domingo se celebró un segundo servicio público por petición popular. El entierro se realizó de manera privada el 6 de septiembre en los terrenos de su patrimonio familiar, Althorp, en una isla privada.
En 1998, se llenaron diez hornacinas vacías en la fachada por encima de la gran puerta oeste con estatuas de mártires cristianos del siglo xx representantes de distintas confesiones. Los conmemorados son Maximilian Kolbe, Manche Masemola, Janani Luwum, la gran duquesa Isabel Fiódorovna, Martin Luther King, Óscar Romero, Dietrich Bonhoeffer, Esther John, Lucian Tapiedi y Wang Zhiming.

## Escuelas
La Westminster School y la Westminster Abbey Choir School también están en los terrenos de la abadía. Esta última educa y entrena a los niños del coro que cantan en las ceremonias que se celebran en la abadía.

## Música

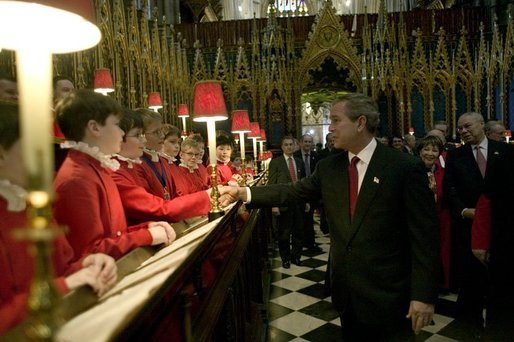
El presidente de los Estados Unidos, George W. Bush, saluda al coro de la abadía de Westminster.

La abadía de Westminster es reconocida por su tradición coral, y en el culto diario se escucha el repertorio de la música litúrgica anglicana, particularmente en el servicio de las vísperas.

### Órgano
El órgano fue fabricado por Harrison & Harrison en 1937, originalmente con cuatro manuales y 84 registros, y fue usado por primera vez en la coronación de Jorge VI. Algunos tubos del órgano anterior de Hill de 1848 fueron afinados de nuevo e incorporados en el nuevo instrumento. Las dos cajas del órgano, diseñadas y fabricadas a finales del siglo xix por John Loughborough Pearson, fueron reinstaladas y coloreadas en 1959.
En 1982 y 1987, Harrison & Harrison amplió el órgano bajo la dirección del entonces organista de la abadía, Simon Preston, para que incluyera un nuevo órgano del coro inferior y un órgano bombarda: el instrumento actual tiene cinco manuales y 109 registros. En 2006, la consola del órgano fue remodelada por Harrison & Harrison, y se preparó el espacio para dos registros adicionales de 5 metros en el órgano del coro inferior y el órgano bombarda. El actual organista y maestro de los coristas, James O'Donnell, ha estado en el cargo desde el año 2000.

## Campanas
Las campanas de la abadía fueron revisadas en 1971. Actualmente, el anillo está compuesto por diez campanas, fundidas en 1971 por la Whitechapel Bell Foundry, afinadas a las notas fa sostenido, mi, re, do sostenido, si, la, sol, fa sostenido, mi y re. La campana tenor en re (588.5 Hz) pesa 1544 kg. Además, hay dos campanas de servicio, fundidas por Robert Mot en 1585 y 1598 respectivamente, una campana del Sanctus fundida en 1738 por Richard Phelps y Thomas Lester, y dos campanas no utilizadas, una fundida en torno a 1320, y la otra fundida en 1742 por Thomas Lester. Las dos campanas de servicio y la campana de 1320, junto con una pequeña «campana de plato» de plata, conservada en el refectorio, han sido reconocidas como de importancia histórica por el Consejo de Edificios de Iglesia de la Iglesia de Inglaterra.

## Sala capitular

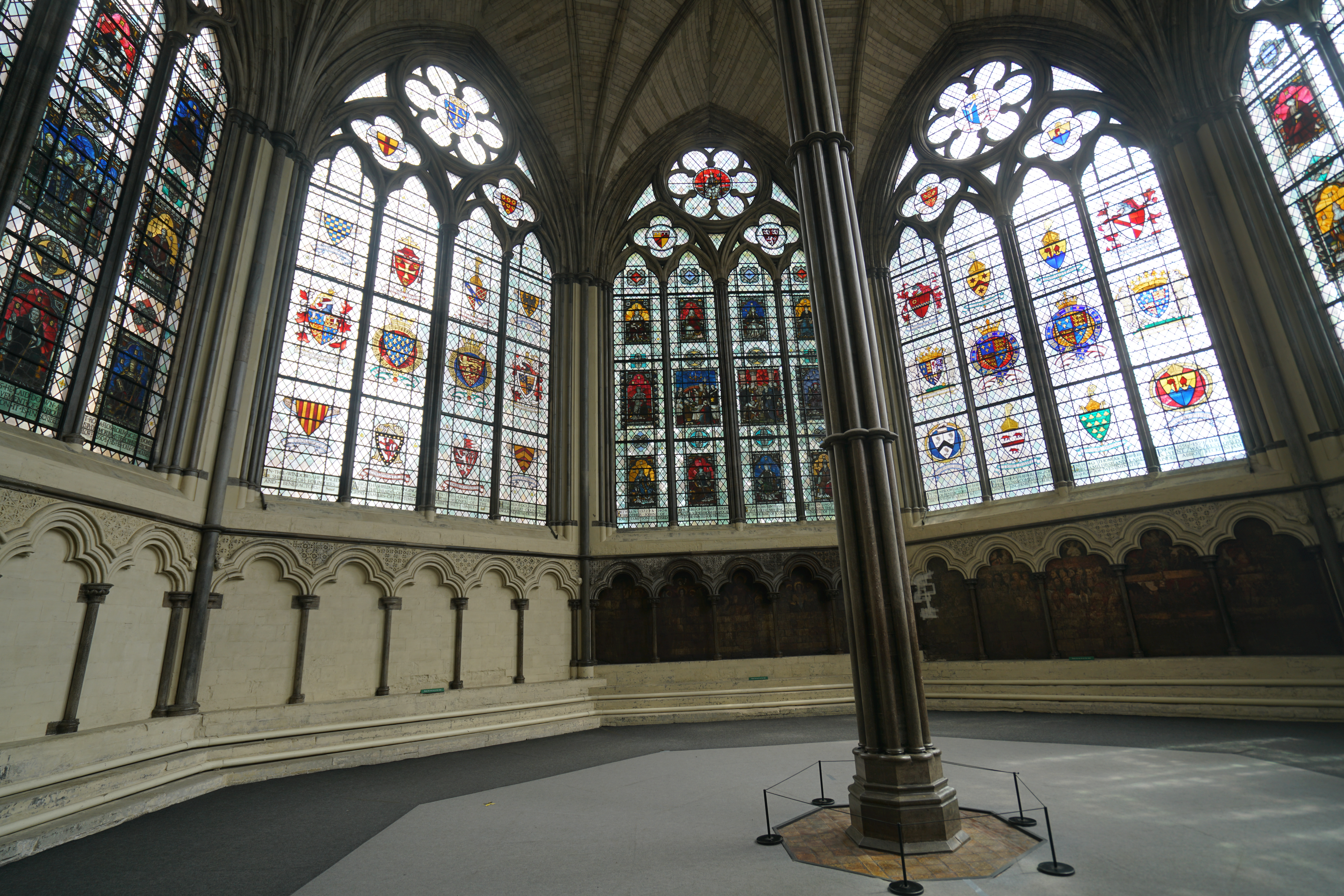
El interior de la sala capitular.

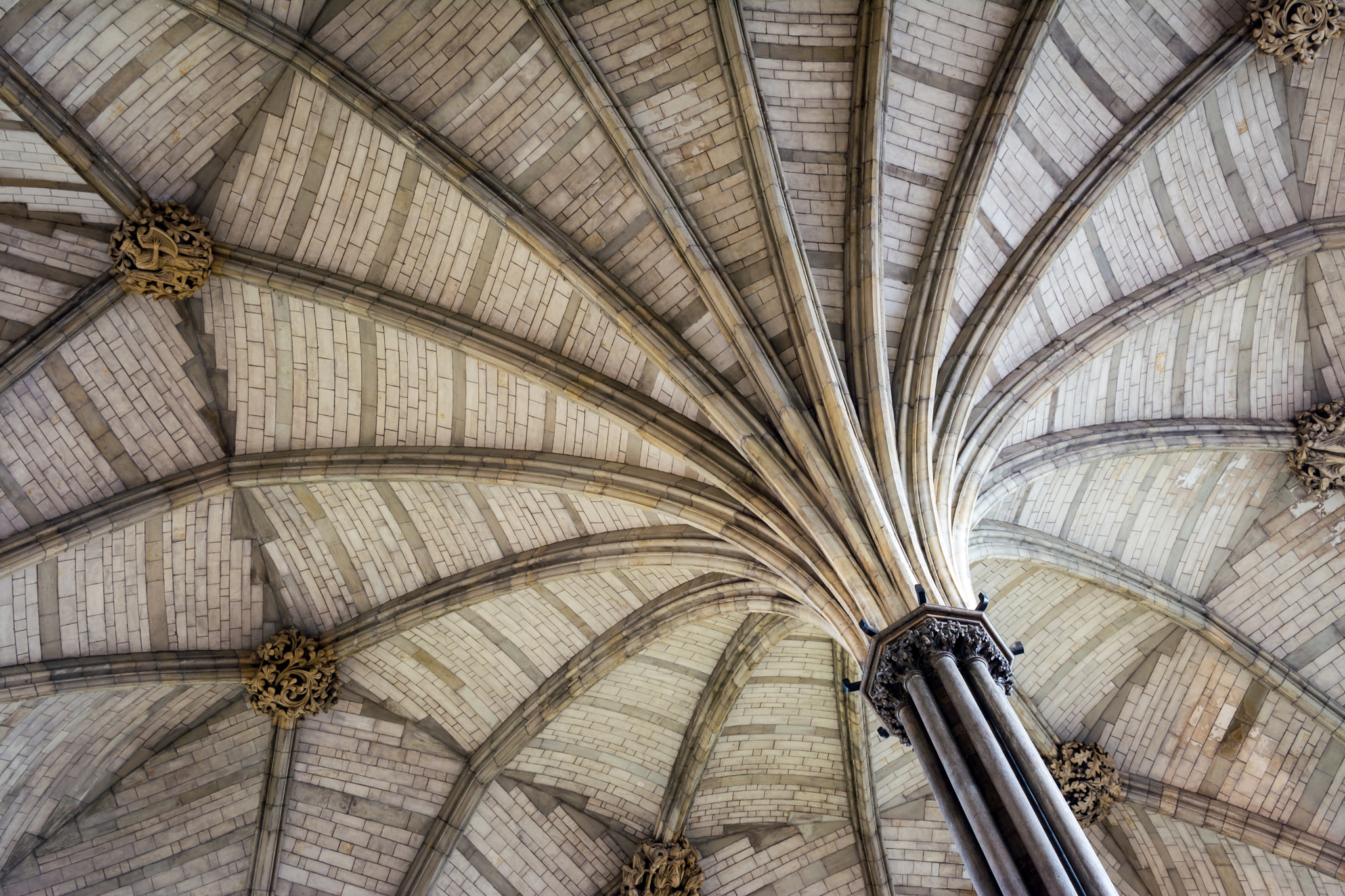
El techo de la sala capitular.

La sala capitular fue construida al mismo tiempo que las partes orientales de la abadía durante el reinado de Enrique III, entre 1245 y 1253 aproximadamente, y restaurada por Sir George Gilbert Scott en 1872. Se accede a ella desde el pasillo este del claustro y su entrada consiste en una doble puerta con un gran tímpano por encima.
La sala capitular, de planta octogonal, está precedida por un vestíbulo interior y otro exterior. Está construida en estilo gótico geométrico con una cripta octogonal por debajo, y un pilar de ocho fustes soporta el techo abovedado. A los lados hay arcadas ciegas, restos de pinturas del siglo xiv y numerosos bancos de piedra, por encima de los cuales hay innovadoras ventanas de cuatro hojas de gran tamaño. Estas últimas son prácticamente contemporáneas de la Sainte-Chapelle de París.
La sala capitular tiene un original pavimento de baldosas de mediados del siglo xiii. En el vestíbulo hay una puerta hecha de madera de un único árbol del Hainault Forest, que data de en torno a 1050 y es una de las más antiguas del Reino Unido. El exterior cuenta con arbotantes añadidos en el siglo xiv y un techo de plomo con forma de carpa sobre una estructura de hierro diseñada por Scott, rematada con una linterna. La sala capitular fue usada originalmente en el siglo xiii por los monjes benedictinos para sus reuniones diarias. Posteriormente se convirtió en un lugar de reunión del Gran Consejo del Rey y los Comunes, predecesores del Parlamento.

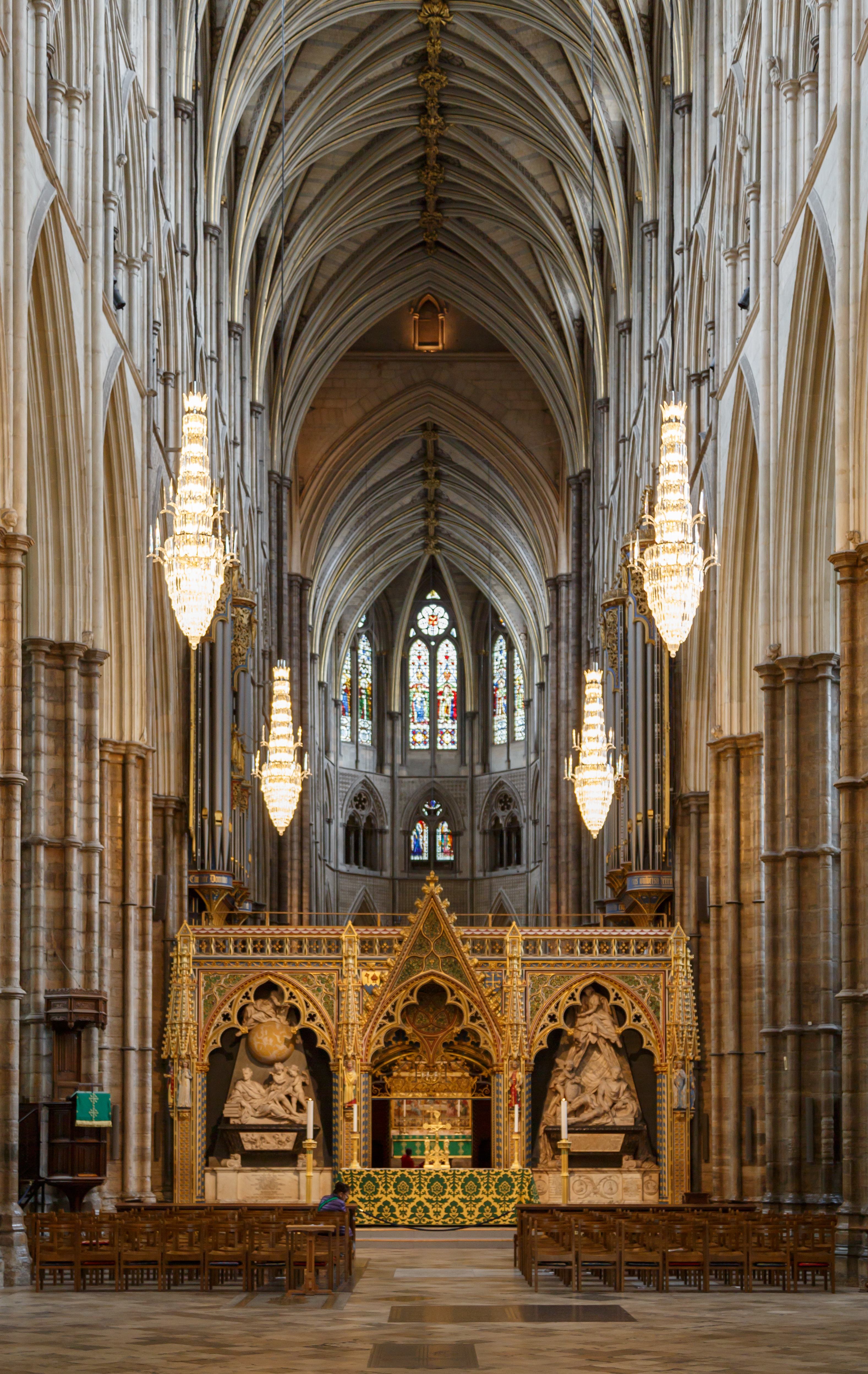
Nave de la abadía de Westminster.

La Cámara del Píxide formaba el sótano de la residencia de los monjes. Data de finales del siglo xi y fue usada para albergar el tesoro monástico y real. Las paredes exteriores y los pilares circulares son del siglo xi, mientras que varios de los capiteles fueron enriquecidos en el siglo xii y el altar de piedra data del siglo xiii. El término píxide se refiere al cofre de boj en el que se guardaban las monedas que eran presentadas al jurado durante el Juicio del Píxide, en el que se examinaban las monedas recién acuñadas para asegurar que eran conformes a los estándares requeridos. La sala capitular y la Cámara del Píxide de la abadía de Westminster están bajo la tutela de English Heritage, pero bajo el cuidado y gestión del deán y capítulo de Westminster.

## Museo
El Museo de la Abadía de Westminster estaba situado en el sótano abovedado del siglo xi, bajo la antigua residencia de los monjes. Esta es una de las zonas más antiguas de la abadía, que data casi de la fundación de la iglesia por Eduardo el Confesor en 1065. Este espacio fue usado como museo desde 1908, pero fue cerrado al público en junio de 2018, cuando fue sustituido por las Galerías del Jubileo de Diamante de la Reina, situadas en el triforio de la abadía.

### En inglés
- Sitio web oficial
- Walter Thornbury, Old and New London, Volume 3, 1878, pp. 394–462, British History Online Archivado el 24 de octubre de 2014 en Wayback Machine.
- Westminster Abbey Article at Encyclopædia Britannica
- Historic images of Westminster Abbey Archivado el 7 de enero de 2014 en Wayback Machine.
- Westminster Abbey: A Peek Inside Archivado el 28 de diciembre de 2010 en Wayback Machine. – slideshow by Life magazine
- Keith Short – Sculptor Images of stone carving for Westminster Abbey
- Carved Crests for the Knights of the Bath
- A history of the choristers and choir school of Westminster Abbey
- Catholic Encyclopedia: Westminster Abbey Archivado el 25 de mayo de 2009 en Wayback Machine.
- Adrian Fletcher’s Paradoxplace Westminster Abbey Pages—Photos Archivado el 12 de agosto de 2013 en Wayback Machine.
- A panorama of Westminster Abbey in daytime – 3D QuickTime version
- Westminster Abbey on Twitter
- Audio Guide of Westminster Abbey Archivado el 20 de enero de 2012 en Wayback Machine.

- Datos: Q5933
- Multimedia: Westminster Abbey / Q5933